# 贝当博
贝当博（法語：Bettembos）是法国皮卡第大区索姆省的一个市镇，属于亚眠区皮卡第地区普瓦县。该市镇2009年时的人口为102人。

## 人口
贝当博人口变化图示
| 数据来源：INSEE |